# 埃律西昂堑沟群
埃律西昂堑沟群（Elysium Fossae）是位于火星埃律西昂区北纬24.8度、西经213.7度处的一组大型槽沟，长约1175公里，其名称取自一处古典反照率特征。
 

## 槽沟
大型槽沟（狭长的洼地）在火星地理语言中被称为“堑沟”（福斯），当地壳被拉伸至破裂时，就会产生槽沟。拉伸作用可能是由于附近火山的巨大重量所造成，在塔尔西斯山群和埃律西昂火山区，火山附近的堑沟群/陷坑群很常见。槽沟通常有两个断面，中间部分向下沉降，沿两侧留下陡峭的悬崖，这种槽沟被称为地堑 。  纽约州北部的乔治湖就是一座坐落在地堑中的湖泊。

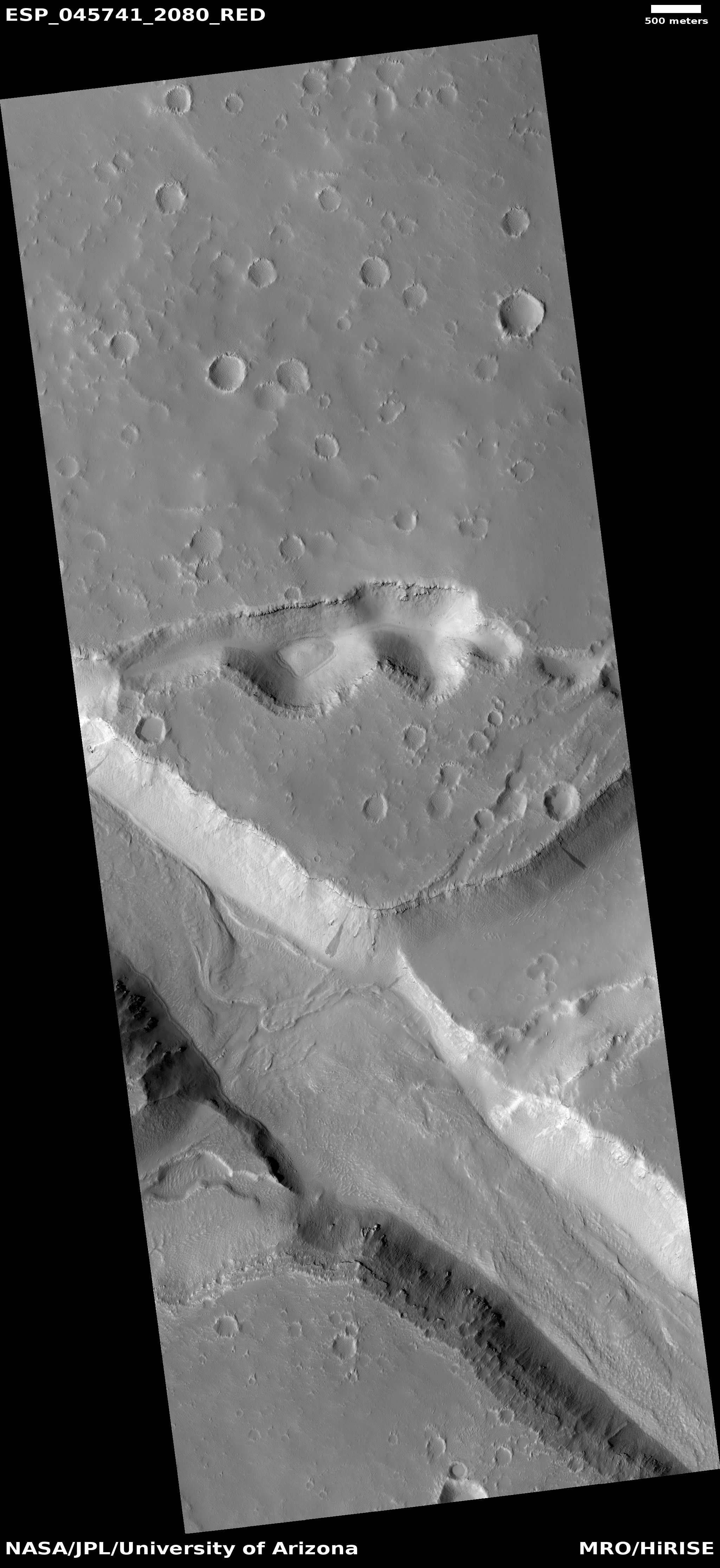
HiWish计划下高分辨率成像科学设备显示的槽沟岩层和暗坡条纹。

## 岩层
埃律西昂堑沟群包含有很多岩层，也被称为地层。火星上许多地方都有分层叠压的岩石。有时岩层的颜色各不相同。火星上的浅色岩石与硫酸盐等水合矿物有关。“机遇号”火星车使用数台仪器近距离观察了这些地层。有些岩层可能由细颗粒组成的，因为它们似乎会分解成尘埃，其他的岩层会破裂成大石块，所以它们可能非常坚硬。玄武岩，一种火山岩，被认为存在于形成巨石的岩层。在火星许多地方都发现了玄武岩。轨道航天器上的仪器已探测到了某些地层中的粘土（也称为页状硅酸盐），科学家们对在火星上发现硫酸盐和粘土等水合矿物感到兴奋，因为它们通常是在有水的情况下才能形成。含有粘土和/或其他水合矿物质的地方是寻找生命证据最佳的地方 。
 
岩石可通过多种方式形成岩层，火山、风或水都会形成岩层。
 

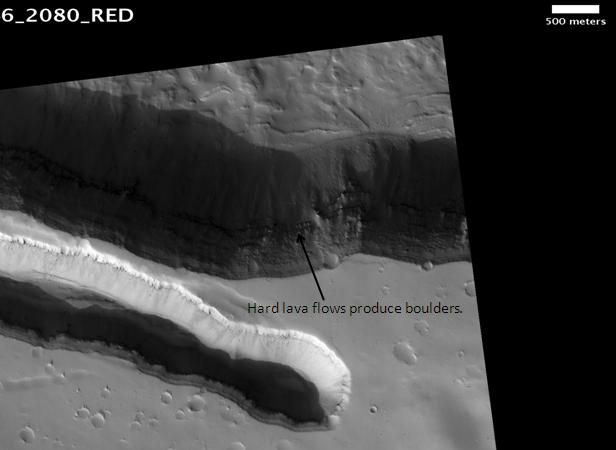
高分辨率成像科学设备显示的埃律西昂堑沟群，点击图片可看到岩层。

## 另请查看
- 堑沟
- 火星地质
- 高分辨率成像科学设备
- HiWish计划

]